# Episodi di Flash
La serie televisiva Flash è stata trasmessa negli USA fra il 1990 e il 1991. In lingua italiana la serie ha avuto, a partire dalla primavera del 1991, una prima parziale distribuzione in VHS per l'home video, ed è stata successivamente trasmessa integralmente su Italia 1 dal 14 marzo al 30 maggio 1992. In onda il sabato alle 20:30 con un doppio episodio, ha riscosso un grande successo di pubblico: in media si sono sintonizzati 3.043.000 spettatori, corrispondenti a uno share del 12,04%. Prima della messa in onda la rete aveva dichiarato di puntare all'8%.
| nº | Titolo originale           | Titolo italiano                                            | Prima TV USA      | Prima TV Italia |
| -- | -------------------------- | ---------------------------------------------------------- | ----------------- | --------------- |
| 1  | Pilot                      | Pilot (Flash)                                              | 20 settembre 1990 | 14 marzo 1992   |
| 2  | Out of Control             | Esperimenti genetici                                       | 26 settembre 1990 | 28 marzo 1992   |
| 3  | Watching the Detectives    | Sulle tracce di Flash                                      | 17 ottobre 1990   | 21 marzo 1992   |
| 4  | Honor Among Thieves        | La maschera di Rasputin                                    | 25 ottobre 1990   | 4 aprile 1992   |
| 5  | Double Vision              | Doppia visione                                             | 1º novembre 1990  | 18 aprile 1992  |
| 6  | Sins of the Father         | Pericolo in casa di Barry                                  | 8 novembre 1990   | 25 aprile 1992  |
| 7  | Child's Play               | La piccola peste                                           | 15 novembre 1990  | 2 maggio 1992   |
| 8  | Shroud of Death            | I guerrieri della libertà (La furia dei Ninja)             | 9 novembre 1990   | 4 aprile 1992   |
| 9  | Ghost in the Machine       | Il ritorno del fantasma della notte (Minaccia dal passato) | 13 dicembre 1990  | 9 maggio 1992   |
| 10 | Sight Unseen               | L'uomo invisibile                                          | 10 gennaio 1991   | 28 marzo 1992   |
| 11 | Beat the Clock             | Un innocente in pericolo                                   | 31 gennaio 1991   | 9 maggio 1992   |
| 12 | Tina, Is That You?         | Che cosa è successo a Tina? (Mutazioni pericolose)         | 7 febbraio 1991   | 25 aprile 1992  |
| 13 | The Trickster              | Il trasformista (La vendetta di Trickster)                 | 14 febbraio 1991  | 11 aprile 1992  |
| 14 | Be My Baby                 | Barry babysitter                                           | 20 febbraio 1991  | 23 maggio 1992  |
| 15 | Fast Forward               | Viaggio nel futuro (Programmati per uccidere)              | 27 febbraio 1991  | 18 aprile 1992  |
| 16 | Deadly Nightshade          | L'ombra della notte (Il ritorno dell'Uomo Ombra)           | 28 marzo 1991     | 23 maggio 1992  |
| 17 | Captain Cold               | Il congelatore atomico (Gelo mortale a Central City)       | 5 aprile 1991     | 16 maggio 1992  |
| 18 | Twin Streaks               | Il superuomo (Esperimenti diabolici)                       | 12 aprile 1991    | 2 maggio 1992   |
| 19 | Done with Mirrors          | Immagini personali                                         | 27 aprile 1991    | 30 maggio 1992  |
| 20 | Good Night, Central City   | Buona notte, Central City                                  | 4 maggio 1991     | 16 maggio 1992  |
| 21 | Alpha                      | Alfa (Fuga per non uccidere)                               | 11 maggio 1991    | 30 maggio 1992  |
| 22 | The Trial of the Trickster | Lavaggio del cervello (La vendetta di Trickster)           | 18 maggio 1991    | 11 aprile 1992  |

## Pilot
- Titolo originale: Pilot
- Diretto da: Robert Iscove
- Scritto da: Danny Bilson e Paul De Meo

### Trama
Central City è sconvolta dagli attacchi di una banda di motociclisti che si fanno chiamare i "cavalieri della notte", dei delinquenti che devastano la città seminando il terrore tra la popolazione. Nessuno sa dove si trovi il loro covo e la polizia brancola nel buio. Li comanda un certo Nicholas Pike, ex poliziotto una volta arrestato per traffici illeciti da Jay Allen. Pike promette loro il controllo della città e la rivalsa su una società che sa solo rinchiuderli.
Barry Allen è il fratello di Jay e membro della sezione scientifica della Polizia di Central City. Una sera, mentre conduce delle indagini in cui sono implicati i cavalieri della notte viene colpito da un fulmine e da una miscela chimica il cui effetto combinato gli dona una straordinaria velocità. Una volta che il fratello, divenuto comandante della squadra speciale che contrasta i motociclisti, viene ucciso da Pike, Barry decide di usare il suo potere per combattere il crimine con il nome di Flash. Nella sua lotta verrà assistito dalla dottoressa Tina McGee, che, oltre a tenere sotto continuo monitoraggio le sue reazioni cellulari, gli fornirà anche il suo costume, in grado di resistere all'attrito della velocità.
Flash terrorizza i motociclisti e riesce a trovare il loro covo. Qui viene a sapere della loro intenzione di liberare i detenuti dal carcere di Central City. Il suo apporto consentirà alla polizia di catturare i membri della banda mentre Pike riuscirà a fuggire. Solo l'intervento di Flash farà sì che anche questi sia catturato e la banda definitivamente sconfitta.
- Guest star: Robert Hooks (Capo Arthur Cooper), M. Emmet Walsh (Henry Allen).
- Altri interpreti: Michael Nader (Nicholas Pike), Tim Thomerson (Jay Allen), Priscilla Pointer (Nora Allen), Lycia Naff (Lila), Richard Belzer (Joe Klein).

## Esperimenti genetici
- Titolo originale: Out of Control
- Diretto da: Mario Azzopardi
- Scritto da: Gail Morgan Hickman

### Trama
Misteriose sparizioni sconvolgono i sobborghi di Central City. Alcuni barboni subiscono strane mutazioni, prima di sparire nel nulla. La polizia si rifiuta di indagare almeno fintantoché non intervenga un cadavere "tangibile" a smuovere le indagini. Barry accetta di aiutare Padre Michael e gli altri barboni, recandosi sul posto e cercando di capire come stanno realmente le cose. Sotto le spoglie di Flash accorre lì quando si accorge che uno dei clochard è in preda a convulsi e lancinanti dolori; a quel punto vede con i suoi occhi la faccia dell'uomo del tutto trasfigurata, deforme e tumefatta. L'uomo muore ma quando Barry decide di analizzare il cadavere esso appare del tutto normale. Solo il suo sangue denota qualcosa di strano: presenta continui mutamenti, come fosse soggetto ad una mutazione genetica. 
Quando dal laboratorio di Tina vengono rubati gli appunti del marito, contenenti le sue scoperte in campo genetico, Barry non ha più dubbi: certamente il responsabile di tutto è Carl Tanner, il professore amico di Tina nonché di suo marito David, morto qualche tempo prima. Carl sta cercando di completare i suoi esperimenti, prima di provare la formula su sé stesso.
Flash vola a casa di Karl ma questi riesce a distrarlo e ad iniettarsi il liquido da lui creato, trasformandosi in un mostro spaventoso e troppo forte anche per Flash. Ma il supereroe riesce, con la sua incredibile velocità, ad avvolgerlo in una rete di ferro. Carl è in trappola e in breve l'effetto della pozione finisce, e lo scienziato spira davanti agli occhi attoniti di Barry, Tina e degli abitanti del vicolo.
- Guest star: Mike Genovese (ten. Warren Garfield), Stan Ivar (Carl Tanner).
- Altri interpreti:Jeff Perry (Charlie), John Toles-Bey (Padre Michael).

## Sulle tracce di Flash
- Titolo originale: Watching the Detectives
- Diretto da: Gus Trikonis
- Scritto da: John Francis Moore e Howard Chaykin

### Trama
Mentre tre magazzini vanno a fuoco nella vecchia Central Park, un'investigatrice privata, Megan Lockhart, è sulle tracce della vera identità di Flash; dopo tre mesi di ricerche restringe il campo all'ultimo indiziato, Barry Allen. Di nascosto riesce ad introdursi a casa sua e a piazzare una telecamera, riuscendo a scoprirlo mentre si trasforma in Flash. L'investigatrice è stata assoldata dal corrotto procuratore distrettuale Joe Castillo, il quale fa il doppio gioco con Arthur Simmonson: questi a sua volta ha pagato un piromane professionista, Spenier, per bruciare edifici storici della città e poter così comprare il terreno a prezzi stracciati per costruirvi poi delle case da gioco, ora che sta per passare una legge che legalizza il gioco d'azzardo. Castillo, venuta a sapere la vera identità di Flash, lo minaccia e lo costringe a rovinare gli affari di Simmonson per poterlo poi a sua volta ricattare. Flash riesce a bloccare Spenier, impedendogli di distruggere la vecchia dogana. Megan Lockhart viene intanto scoperta e sta per essere uccisa, quando infine arriva Flash a salvarla e a bloccare Simmonson. Il procuratore nel frattempo riesce a scappare, minacciando Barry Allen di rivelare a tutti chi in realtà fosse, sicuro che questi non l'avrebbe ucciso; tuttavia non ha fatto i conti con la gente che egli stesso ha cercato di tradire. La sua macchina esplode non appena avvia il motore, ucciso dalla stessa gente che voleva ingannare. Megan promette a Barry di tenere nascosta la sua vera identità e tra i due si instaura anche una certa relazione non proprio professionale.
- Altri interpreti: Richard Belzer (Joe Klein), Joyce Hyser (Megan Lockhart), Vincent Guastaferro (Thomas "Joe" Castillo).

## La maschera di Rasputin
- Titolo originale: Honor Among Thieves
- Diretto da: Aaron Lipstadt
- Scritto da: John Francis Moore, Howard Chaykin (soggetto), Milo Bachman, Danny Bilson e Paul DeMeo (sceneggiatura).

### Trama
Tre individui giungono in macchina a Central City, in prossimità della città c'è un posto di blocco, che forzano uccidendo gli agenti di polizia che lo presidiavano. In città sono raggiunti da altri tre uomini. Cinque di loro sono criminali provetti, il sesto è al momento non identificato. La misteriosa questione viene presto legata ad un evento che coinvolge il Museo di Central City: l'arrivo della Maschera mortuaria di Rasputin dalla Russia, i cui biglietti già venduti potrebbero salvare il Museo dalla minacciata chiusura, ma la presenza dei cinque ricercati complica le cose. Flash ne cattura uno, un altro muore in una trappola incendiaria apposta per lui, ma gli altri sono ancora a piede libero; inoltre Barry è agitato per il ritorno nella sua vita del Prof. Preminger, il curatore del Museo e suo mentore prima che egli dedicasse la propria esistenza alla polizia scientifica. Il sesto uomo viene presto identificato come il trafficante Kovacs, al che i federali decidono di sospendere la permanenza della Maschera; brutto colpo per Barry, poiché era stato proprio lui ad identificare l'uomo e teme il rimprovero di Preminger, che anzi lo elogia e rimpiange di non averlo avuto come studente. La sera stessa, un'ondata di criminalità invade la città: si tratta di un diversivo operato dai complici di Kovacs, che nel frattempo (e con la complicità di una assistente di Preminger) tenta di rubare la Maschera. Ma Flash, dopo aver regolato i conti coi vari complici, raggiunge il Museo e lo fa arrestare. La Maschera può così esser presentata al pubblico e l'incasso salvare il Museo. 
- Guest star: Ian Buckanan (Stan Kovacs), Michael Green (Mitch Lestrange), Clarence Clemons (Darrell Hennings).
- Altri interpreti:Vito D'Ambrosio (Bellows), Elizabeth Gracen (Celia Wayne), Paul Linke (Ted Preminger), Biff Manard (Murphy), René Assa (Mark Bernhartd), Jon Menich (Parry Johnson), Ping Wu (Chu Lee), Justin Burnette (Shawn Allen), Lydie Denier (Kate Tatting), Sav Farrow (Franco Mortelli), Michael Wyle (Anderson).

## Doppia visione
- Titolo originale: Double Vision
- Diretto da: Gus Trikonis
- Scritto da: Jim Trombetta

### Trama
Sui muri del quartiere di profughi latino-americani compaiono numerose scritte dirette a Flash. Seguendo la pista, Barry si reca in una chiesa dove incontra il boss della droga Calderon, ma improvvisamente un cecchino lo atterra con un colpo alla nuca. Quando si riprende, Barry non ricorda nulla. Il giorno dopo, scopre che le statue della chiesa sono state asportate e messe malamente in strada. La gente, superstiziosa ed istigata dal misterioso erborista Santero, ritiene che sia opera del demonio scarlatto Chango. Gli strani vuoti di memoria di Barry continuano, uno dura perfino otto ore. Continuano anche i misteriosi avvenimenti nel quartiere latino, tra cui la messa a soqquadro dell'erboristeria del Santero; il quale offre pubblicamente un amuleto alla giovane Paloma, un'amica di famiglia di Barry, dicendole di placare il dio Chango. Barry scopre che il padre di Paloma è l'agente della Dea Aguilar, testimone-chiave nel processo contro Calderon. Quest'ultimo ha però giocato d'anticipo, pensando di rapire la figlia di Aguilar. Per arrivare a lei, ha usato le conoscenze del bieco scienziato Trachmann: è stato lui a sparare a Barry un diodo nella corteccia cerebrale, col quale è in grado di controllarlo telepaticamente attraverso una complessa apparecchiatura elettronica. Difatti è Flash in persona a piombare allo Star Labs, presso il quale aveva trovato rifugio Paloma, e a portare quest'ultima a Calderon. Sconvolto dopo essersi riconosciuto nella registrazione delle telecamere di sicurezza, Barry decide di affrontare Trachmann, ma questi agisce telepaticamente su di lui e lo costringe immobile al centro della strada mentre si sta avvicinando un tir. Tina riesce però ad intromettersi nella frequenza di Trachmann ed a salvare Barry all'ultimo istante. Il quale, localizzata Paloma al quartiere latino durante la Festa dei Morti, riesce a fermarla prima che uccida il padre Aguilar: Trachmann ha difatti piazzato un diodo anche nella corteccia cerebrale della ragazza. Mentre Aguilar affronta in un corpo a corpo Calderon, Flash riesce a neutralizzare Trachmann mandandolo in cortocircuito contro una centralina elettrica; infine porta Paloma allo Star Labs, affinché Tina possa asportare entrambi i diodi.
- Altri interpreti: Charley Hayward (Trachmann), Karla Montana (Paloma), Michael Fernandes (Calderon), Zitto Kazánn (Santero)

## Pericolo in casa di Barry
- Titolo originale: Sins of the Father
- Diretto da: Jonathan Sanger
- Scritto da: Stephen Hattman

### Trama
Un pericoloso criminale, Johnny Ray Hix, evade dai lavori forzati. Aveva giurato vendetta ai danni del poliziotto che l'aveva arrestato: Henry Allen, il padre di Barry. Non solo: deve anche ritrovare il bottino di una vecchia rapina, nascosto in una zona di case prefabbricate.
Inizia con le telefonate minatorie, poi passa a mitragliare la casa degli Allen. Barry ha intuito che si tratta di qualcosa dal passato del padre, ma Henry si è intestardito e vuole condurre la vicenda da sé, con l'aiuto dell'ex-collega Peter Tinello. Si va anche a ficcare nei guai, rischiando di finire malmenato da alcuni sgherri di Hix, ma Flash lo salva all'ultimo momento. 
Nel frattempo, Hix si fa vivo e uccide Peter. Arriva anche ad assaltare gli Allen. In carcere Barry, nei panni di Flash, aggredisce uno dei delinquenti che avevano preso parte all'azione. Scopre poi con Henry il luogo dove Hix ha nascosto la refurtiva. L'azione (alla quale ovviamente non poteva non partecipare Flash) si conclude con la cattura di Hix e di tutti i suoi uomini. E Henry, che aveva sempre rinfacciato a Barry il fatto di essere un "poliziotto da laboratorio" e non di strada, deve ricredersi.
- Altri interpreti: Mike Genovese (tenente Garfield), M. Emmet Walsh (Henry Allen), Priscilla Pointer (Nora Allen), Paul Koslo (Johnny Ray Hix), Richard Kuss (Tinello), Wes Studi (giocatore di dadi)

## La piccola peste
- Titolo originale: Child's Play
- Diretto da: Danny Bilson
- Scritto da: Howard Chaykin e John Francis Moore

### Trama
L'auto di un ricercatore di nome Sullivan esplode misteriosamente una sera. Subito prima, però, l'uomo era stato avvicinato da un ragazzino su skateboard che gli aveva rubato uno zainetto. Che evidentemente conteneva informazioni molto importanti, dato che in molti iniziano a dare la caccia al ragazzino (si chiama Terry).
Anche Barry Allen lo conosce fortuitamente: mentre cerca di svaligiargli l'auto. Intuisce subito che dietro il ragazzo c'è qualcosa di grosso, specie quando una sera vengono tamponati da due balordi che rapiscono Terry mentre Barry resta svenuto al volante. Ripresosi come Flash, recupera il ragazzo e fa arrestare i due drogati: che in preda al delirio e alle convulsioni muoiono in carcere.
Barry ha preso a cuore Terry e sua sorella Cory, nel frattempo stabilitisi a casa sua. Ma segue anche la vicenda della morte di Sullivan: la vedova Joan, infatti, è un'intima amica di Tina.
La verità viene presto a galla: Sullivan aveva scoperto la losca attività di Beauregard Lesko, un trafficante degli anni 60 che si credeva morto da tempo, ma è invece vivo e vegeto, e pronto a lanciare sul mercato una nuova letale droga chiamata Blue Paradise (la stessa che aveva avuto effetti devastanti sui due balordi incontrati da Terry e Barry). Sullivan aveva registrato tutto su un floppy contenuto nello zaino rubatogli all'ultimo istante da Terry. Ora proprio Terry vorrebbe fare un gioco pericoloso: chiedere a Lesko soldi in cambio del dischetto. Per questo si fa rapire dalla ragazza di Lesko, Pepper.
Ma Flash, tramite l'inetto spacciatore Duvivier, rintraccia il covo di Lesko e lo stordisce insieme ai suoi seguaci hippie suonando a tutto volume una chitarra rock, distruggendo il laboratorio e fermando all'ultimo secondo l'immissione del Blue Paradise nei cieli di Central City. Ora Terry e Cory possono rifarsi una nuova vita lontano dalla strada, e magari vicino a Joan.
- Altri interpreti: Jonathan Brandis (Terry), Jimmi F. Skaggs (Lesko), Remi Ryan (Cory)

## I guerrieri della libertà
- Titolo originale: Shroud of Death
- Diretto da: Mario Azzopardi
- Scritto da: Michael Reaves

### Trama
Un anziano giudice ed un procuratore vengono uccisi in circostanze misteriose da un cecchino. Sui luoghi del delitto, vengono ritrovati i frammenti di ciò che sembra essere un medaglione. Il tenente Garfield, che proprio in quei giorni sta organizzando il suo matrimonio con la bella Marice, sembra particolarmente interessato al caso. Barry e Julio scoprono che il medaglione rappresenta il simbolo dei Guerrieri della Libertà, un'ex-organizzazione neonazista il cui leader Zacharias, giustiziato alcuni anni prima, aveva giurato di mandare un “angelo” vendicatore ad uccidere le persone che lo avevano condannato. I primi due erano proprio il giudice ed il procuratore. Il terzo sulla lista è il poliziotto che l'aveva arrestato: Garfield. Durante l'attentato, Marice rimane gravemente ferita malgrado l'intervento di Flash. Grazie ad alcune confidenze del tenente ed alla morte del quarto uomo (il venditore d'armi Callaghan, il “traditore” dei Guerrieri che aveva consegnato Zacharias alla polizia), Barry scopre che il misterioso vendicatore è Angel, la figlia del leader condannato a morte. Ma Garfield vuol farsi giustizia da sé e si precipita a casa della donna; lo salva da una micidiale trappola esplosiva Flash. Angel si reca poi all'ospedale per uccidere Marice, ma Garfield e Flash la raggiungono e la disarmano; sconvolto dall'odio della donna (aveva quindici anni ai tempi della condanna del padre), il tenente rinuncia ai suoi propositi di vendetta privata. Ed alcuni giorni dopo, felicemente, si sposa con Marice.
- Altri interpreti: Mike Genovese (tenente Garfield), Walter Olkewicz (Callaghan), Lora Zane (Angel)

## Il ritorno del fantasma della notte
- Titolo originale: Ghost in the Machine
- Diretto da: Bruce Bilson
- Scritto da: John Francis Moore e Howard Chaykin

### Trama
Central City, 1955: il criminale chiamato Fantasma ricatta la città con una serie di bombe azionabili tramite impulsi televisivi, ma viene sorpreso nel suo covo e sconfitto dall'Ombra della Notte, un giustiziere mascherato dell'epoca. Prima che il covo esploda però, il Fantasma riesce a chiudersi in una stanza segreta ed ibernarsi in un sonno criogenico sino al 2000. Per un disguido, si sveglia invece dieci anni prima e trova la Central City dei suoi sogni, con le televisioni e la tecnologia dei computer che hanno invaso il mercato e la vita quotidiana su larga scala. Riunisce attorno a sé i vecchi compagni e progetta un nuovo ricatto a danno della città. Sulle sue tracce si pone il nuovo giustiziere, Flash: si scontrano la prima volta allo Star Labs ed il Fantasma riesce a mettere in trazione l'eroe intrappolandolo dentro un cono laser; sopraggiunge però la vecchia Ombra della Notte, che stordisce un tirapiedi del Fantasma e li obbliga alla fuga. Flash, liberatosi, corre in soccorso dell'anziano collega e scopre che si tratta del dottor Desmond Powell, amico di vecchia data del tenente Garfield. I due decidono di unire le forze, anche perché il Fantasma realizza presto il suo ambizioso progetto criminoso: “fondersi” con il computer centrale della città e controllare ogni cosa, dai semafori ai conti in banca. Per fermare il blackout generale chiede un miliardo. Ma l'Ombra e Flash localizzano il suo covo e grazie ad un marchingegno elaborato dal primo (prontamente aggiornato alla tecnologia corrente da Tina) riescono a disconnetterlo ed a sconfiggerlo. Alla fine, Barry vorrebbe rivelare la propria identità al dottor Powell, ma questi rifiuta porgendogli altresì la propria maschera di Ombra della Notte, invitandolo a farne il primo pezzo di una sua personale collezione.
- Altri interpreti: Jason Bernard (Dr. Powell), Anthony Starke (il Fantasma), Lois Nettleton (Belle anziana)

## L'uomo invisibile
- Titolo originale: Sight Unseen
- Diretto da: Christopher Leitch
- Scritto da: John Vorhaus

### Trama
Mentre Tina ed il suo direttore amministrativo Ruth stanno svolgendo una serie di esperimenti allo Star Labs, una guardia rimane misteriosamente uccisa da una siringa che sembra essersi animata da sé. Ma una voce, proveniente dal nulla e che cita un verso dell'Apocalisse, suggerisce l'incredibile: un uomo invisibile. Le due donne rimangono chiuse all'interno dello Star Labs, nel quale è stato diffuso (dallo stesso misterioso uomo) un virus letale che sta contaminando il condotto di aerazione e lascia loro circa quattro ore di vita. Barry cerca di aiutarle localizzando i responsabili del progetto scientifico in grado di elaborare un antidoto al virus, ma uno ad uno cadono vittime del misterioso uomo invisibile. Inoltre, con l'arrivo del bieco agente federale Quinn, Barry ed il dipartimento vengono brutalmente isolati dall'indagine. Ciò nondimeno, grazie a Julio, Barry scopre che uno scienziato di nome Gideon aveva collaborato al progetto ed era stato testimone di un disastro avvenuto alcuni anni prima, nel quale era coinvolto proprio l'agente Quinn. Recatosi al domicilio di Gideon, scopre che proprio lui è il misterioso uomo in grado di diventare invisibile grazie ad un deviatore fotonico indossabile come una cintura, e che intende vendicarsi dello Star Labs reo di aver creato sottobanco una micidiale tossina su contratto militare del governo; riesce quasi a convincerlo a costituirsi, quando l'improvviso arrivo dei federali obbliga lo scienziato alla fuga. Scoperto che sta per immettere il virus nell'acquedotto, Flash cerca di fermarlo (indossando per l'occasione lenti a infrarossi), ma Gideon gli inietta a tradimento la tossina; tuttavia il metabolismo iper-veloce dell'eroe la espelle sviluppando i necessari anticorpi, sicché dopo aver fermato lo scienziato Flash suggerisce a Tina e Ruth (i federali avevano fatto saltare le porte dello Star Labs) di usare il suo sangue come antidoto.
- Altri interpreti: George Dickerson (Quinn), Deborah May (Ruth), Christopher Neame (Gideon)

## Un innocente in pericolo
- Titolo originale: Beat the Clock
- Diretto da: Mario Azzopardi
- Scritto da: Jim Trombetta

### Trama
Nel braccio della morte del penitenziario di Central City, un uomo sta suonando disperatamente un sax per l'ultima volta. È il musicista jazz Wayne Kempfer, condannato per l'omicidio della moglie, la celebre cantante jazz Linda Lee. Wayne si è sempre proclamato innocente, ma la grazia non è stata concessa e manca un'ora all'esecuzione. Wayne era amico d'infanzia di Julio, difatti giunge alla Scientifica una misteriosa telefonata da parte del musicista Dave Bew: dice di essere in possesso di un nastro che proverebbe l'innocenza di Wayne, ma prima che Flash (Barry aveva preso la telefonata) possa sopraggiungere, il musicista viene strangolato ed il nastro finisce malamente sotto un camion. Barry cerca di farlo riparare a Tina, mentre inizia a delinearsi un quadro terribile: Linda è in realtà ancora viva, la donna morta era una fan di Wayne e l'intero complotto è stato ordito dal bieco fratello di lui, Elliot, e dal suo braccio destro Sussurro. Quest'ultimo si introduce nello Star Labs ed aggredisce Tina portandole via il nastro. Ma Flash ha già localizzato Linda in casa di Elliot: lui le ha provocato una amnesia e la tiene segregata per farle registrare canzoni e lucrare sulle pubblicazioni post-mortem. Mancano ormai pochi minuti all'esecuzione, Julio cerca di portare via Linda ma Sussurro lo aggredisce brutalmente. Flash riesce a salvarlo in due riprese ed a portare con sé Linda alla camera dell'esecuzione, dove Wayne viene salvato all'ultimo secondo ed il complotto di Elliot pubblicamente smascherato. Wayne e Linda potranno tornare ad esibirsi al loro locale, a patto però che scompaiano tutti gli orologi dopo quella terribile notte.
- Altri interpreti: Thomas Mikal Ford (Elliot), Ken Foree (Sussurro), Angela Bassett (Linda), Jay Arlen Jones (Wayne)

## Il trasformista
- Titolo originale: The Trickster
- Diretto da: Danny Bilson
- Scritto da: Howard Chaykin e John Francis Moore

### Trama
L'investigatrice privata Megan Lockhart è sulle tracce del bizzarro James Jesse, un truffatore provetto e trasformista che però la prende in contropiede e la intrappola in un gioco di prestigio dove si ripromette di segarla in due come un prestigiatore di professione. La donna aveva però chiesto prontamente aiuto per telefono a Barry (del quale aveva scoperto l'identità segreta l'anno precedente indagando per conto del corrotto procuratore Castillo); sicché Flash fa irruzione e la salva facendo arrestare altresì il bizzarro Jesse. Questi però, deciso a vendicarsi di Flash ed a riconquistare Megan (nella quale ha riconosciuto i tratti dell'idealizzata partner Prank), uccide gli agenti di custodia e si reca a Central City e,dopo essersi autonominato Trickster, mette a ferro e fuoco la città. Travestendosi da agente dell'FBI, riesce ad avvicinare Barry e quando scopre che fra lui e Megan c'è del tenero lo rapisce e cerca di ucciderlo incatenandolo a testa in giù dentro una vasca come nel mitico numero di Houdini. Poi si reca al ballo mascherato della polizia, dove spera di eliminare anche Flash, trascinando con sé Megan. Barry, liberatosi in tempo dalla trappola, raggiunge Trickster e lo sconfigge dopo un duello a base di colpi di scena circensi, fra torte esplosive e birilli da giocoliere. Malgrado lo scampato pericolo, Megan sceglie però di andarsene da Central City, ripromettendosi di tornare nel caso Trickster venga processato, come in effetti accadrà.
- Altri interpreti: Mark Hamill (Jesse), Joyce Hyser (Megan Lockhart)

## Che cosa è successo a Tina?
- Titolo originale: Tina, Is That You?
- Diretto da: William A. Fraker
- Scritto da: David L. Newman

### Trama
Da molto tempo Barry soffre di incubi nei quali si mescolano differenti aspetti del suo rapporto con Tina: il profondo affetto per un'amica ed alleata (che potrebbe sfociare in amore), ma anche il timore per una persona che possiede la chiave di tutti i suoi segreti. Tina decide di testare a questo proposito una nuova macchina in grado di agire direttamente sulle onde cerebrali, ma qualcosa va storto e le paure di Barry si insediano nel subconscio di Tina.
Nello stesso periodo, una gang tutta al femminile chiamata Banda della Rosa Nera terrorizza Central City. Flash le affronta, ma nello scontro il capobanda Harley perde la vita. Appresa la notizia, Tina si convince di poter essere lei il nuovo leader: si presenta alle due superstiti e riesce a convincerle parlando della sua potentissima influenza su Flash. Difatti ad una successiva rapina in banca, stordisce Flash con un dardo avvelenato che gli toglie momentaneamente la super-velocità. Rapisce anche Lisa, una ragazza presentata a Barry da Julio. Barry, che non aveva riconosciuto Tina durante l'azione, rimane sconvolto quando ne scopre l'identità dalle impronte digitali lasciate sul luogo. 
Tina gli dà appuntamento in un magazzino abbandonato: qui si finge rinsavita, ma chiude invece Flash e Lisa in una stanza ermeticamente sigillata dove inserisce poi del veleno tramite il condotto dell'aria. Flash riesce a ripristinare il telefono per chiamare i soccorsi e a svitare l'elica del condotto per bloccare il flusso venefico. Utilizza poi la medesima elica, collegata ad un'asticella, a mo' di sega per aprire la porta blindata. Appena fuori, nota la scritta "non letale" sulle pasticche sciolte da Tina nell'aria.
Raggiunto il covo della Banda, rapisce Tina (mentre le altre due ragazze sono arrestate dalla polizia) e la porta con sé allo Star Labs. Qui, ora che la macchina delle onde cerebrali è stata riparata, riesce a far tornare l'amica normale.
- Altri interpreti: Yvette Nipar (Lisa), John Santucci (Ed), Denise Dillard (Shauna), Courtney Gebhart (Janie)

## Barry babysitter
- Titolo originale: Be My Baby
- Diretto da: Bruce Bilson
- Scritto da: Jule Selbo

### Trama
Una sera come tante altre, Barry incontra una donna in evidente stato di ansia, con un pesante fagotto sulle spalle. Pochi istanti dopo, la salva da un'aggressione. Sorpreso, scopre che il fagotto che Stacy (così si chiama) porta sulle spalle contiene un bambino: la figlia Lily.
Affidata la bambina alle cure della madre Nora, Barry si concentra su Stacy che non tarda a rivelare i propri timori. Suo marito si chiama Philip Moses, è un pericolosissimo gangster ipocondriaco e psicopatico nonostante le apparenze signorili, ossessionato dall'idea di creare un figlio perfetto (ha scelto Stacy perché la sua famiglia aveva i geni adatti). I due che l'hanno aggredita sono i suoi scagnozzi. Uno dei quali arriva a travestirsi da uomo del gas per catturare la piccola nella casa d'infanzia di Nora Allen: si tratta di una trappola, al posto di Lily c'è un bambolotto. Ma anche Moses ha giocato d'astuzia: tramite una talpa nella polizia, ha già scoperto che la figlia sta al dipartimento di polizia e la rapisce.
La porta con sé in un vecchio aeroporto dove ha già piazzato un suo aereo privato. Ha anche convertito in obbligazioni nominali cartacee tutti i suoi beni materiali, chiusi appositamente in una valigetta. All'aeroporto è raggiunto da Flash (Barry aveva nel frattempo localizzato la talpa grazie a Garfield), che si sbarazza dello scagnozzo e ancora poi l'aereo all'hangar con una catena. Sceso con Lily in braccio, Moses lancia la sua valigia addosso a Flash, ma questi si scansa e le obbligazioni del gangster volano sparse qua e là per l'hangar dalle eliche dell'aereo in funzione, per la disperazione del proprietario. Che sarà ritrovato subito dopo insieme al suo scagnozzo, con un pannolino ficcato in bocca a mo' di bavaglio. Ora Stacy può riabbracciare la sua bimba, che lasciando la casa d'infanzia di Nora Allen saluterà Barry pronunciando una delle sue prime parole: Flash.
- Altri interpreti: Priscilla Pointer (Nora Allen), Bryan Cranston (Philip Moses), Kimberly Neville (Stacy) Robert Z'Dar (Bodey Nuff)

## Viaggio nel futuro
- Titolo originale: Fast Forward
- Diretto da: Gus Trikonis
- Scritto da: Gail Morgan Hickman

### Trama
Nicholas Pike è stato rilasciato dal tribunale che lo giudicava per l'omicidio di Jay Allen. Il suo avvocato ed il giornalista Joe Kline ipotizzano che ad uccidere Jay sia stato nientemeno che Flash. Sconvolto da questa indiscrezione gettata in pasto all'opinione pubblica e sospeso dal servizio dopo aver picchiato in pubblico Pike (che l'aveva pesantemente provocato), Barry sta per lasciare Central City quando si diffonde la notizia che è stata piazzata una bomba alla diga. Si tratta in realtà di una trappola di Pike per Flash: difatti, quando questi si precipita, trova ad attenderlo un missile con ricerca dell'obiettivo teleguidato dal criminale. Flash cerca di fuggire, ma il missile viene fatto esplodere e l'eroe si trova catapultato oltre la barriera spazio-temporale nella Central City del 2001. Qui scopre che Nicholas Pike è il nuovo sindaco e che la sua polizia somiglia piuttosto ad una gang in divisa. Inoltre la memoria di Flash è stata bandita, difatti quando un ufficiale lo sorprende in costume lo arresta, ma riesce ugualmente a scappare grazie a Julio, che ora fa l'operatore ecologico ed ha sposato Sabrina. Barry (che nell'attraversare lo spazio-tempo ha perduto i poteri di Flash) si reca da Tina, ma questa – ignara della verità – lo caccia in malo modo accusandolo di aver abbandonato Central City alla follia di Pike. Barry e Julio vengono poi arrestati e condotti da Pike, che scoperta l'identità segreta dell'eroe cerca di fargli il lavaggio del cervello. Paradossalmente, gli restituirà (pur momentaneamente) i poteri, permettendogli così di scappare insieme a Julio. Raggiunta una sede sotterranea della Resistenza, Barry vi ritrova gli amici di un tempo, il tenente Garfield, il nipote Shawn, ed anche Tina; la quale, appresa la verità, si offre di aiutare Barry a tornare indietro nel tempo: penetrando nel vecchio Star Labs e provocando un'analoga esplosione che, combinata con la super-velocità di Barry, permetta a questi di tornare nel 1991. Così accade, malgrado l'intervento della polizia di Pike (che uccide Julio), ed una volta tornato al momento del lancio del missile alla diga, Flash riesce a disinnescarlo ed a raggiungere Pike, dal quale ottiene finalmente la confessione dell'omicidio di Jay.
- Altri interpreti: Michael Nader (Pike), Robert O'Reilly (Victor), Gloria Reuben (Sabrina)

## L'ombra della notte
- Titolo originale: Deadly Nightshade
- Diretto da: Bruce Bilson
- Scritto da: John Francis Moore e Howard Chaykin

### Trama
Il rapimento dell'ereditiera Felicia Kane, ordito da un sedicente Esercito di Liberazione Popolare, finisce in un bagno di sangue con l'avvento di un misterioso killer avvolto in un soprabito nero cui fanno da contrasto gli occhiali rossi. La psicologa di Felicia, dott. Rebecca Frost (alle dipendenze del dottor Desmond Powell, alias Ombra della Notte) sospetta di Flash ed alla trasmissione tv di Joe Kline insinua nell'opinione pubblica di Central City la possibilità che Flash abbia perso il suo self-control. Barry, turbato da queste affermazioni, contatta il dottor Powell al quale rivela la sua identità.
Nel frattempo il misterioso killer uccide ancora: DoppioStrato Johnny e Cheslie Keet, rispettivamente ex scagnozzo ed ex avvocato del potentissimo gangster Bohaennon (boss malavitoso della Central City anni 50, sconfitto proprio da Powell nei panni dell'Ombra trent'anni prima), inviando al contempo un video di rivendicazione a Joe Kline, che scagiona si Flash ma sconvolge Powell: lo sconosciuto si presenta infatti come nuova Ombra della Notte. 
A questo punto, Kline prende pubblicamente le distanze dal killer, definendolo "terrorista fascista". Flash e il dottor Powell (che nel frattempo ha ripreso i panni dell'Ombra), indagando nel sottobosco malavitoso tramite il fido informatore Fosnight, si convincono che il misterioso killer altri non sia che Kurt Bohaennon, il giovane figlio del boss che ha passato la vita a riparare con la filantropia il buon nome di famiglia infangato dall'odiato padre. Mentre perquisiscono la sua dimora, trovano un nastro in cui Kurt inveisce contro Joe Kline e lo minaccia di morte. Difatti, la nuova Ombra si materializza in diretta durante una puntata dello show, alla quale è presente anche la dott. Frost: Flash riesce a salvare sia la donna che Kline, ma rimane ferito. 
Nel frattempo il tenente Garfield sta conducendo anch'egli una piccola indagine personale: trova un rapporto "strettamente confidenziale" del suo predecessore, il capitano Schwartz, il quale aveva scoperto che l'Ombra degli anni 50 altri non era che Desmond Powell. Colpito dalla notizia, Garfield non può che arrestare il vecchio amico. Ma Bohaennon, che ha riconosciuto in Powell l'amata icona ed ha ideato un exo-scheletro che lo rende pari a Flash in velocità, lo libera e lo trascina nel suo rifugio (un garage di periferia). Qui ingaggia uno spietato corpo a corpo con Flash, sino a che non viene narcotizzato da Powell. La falsa Ombra finisce in manette, mentre l'Ombra originale Desmond Powell diventa una notorietà.
- Altri interpreti: Jason Bernard (Dr. Powell), Richard Burgi (Kurt Bohaennon), Denise Crosby (Dott. Frost), Dick Miller (Fosnight), Jeri Ryan (Felicia Kane)

## Il congelatore atomico
- Titolo originale: Captain Cold
- Diretto da: Gilbert M. Shilton
- Scritto da: Gail Morgan Hickman e Paul DeMeo

### Trama
Quattro boss di prima grandezza della malavita di Central City vengono trovati assiderati nel loro covo, in un periodo peraltro di clima estremamente torrido. Barry e la scientifica brancolano nel buio, persino Tina non sa suggerire ipotesi realistiche. Nel frattempo, compare al commissariato di polizia una vivace giornalista, Terri Kronenberg. 
Sopraggiunge una notizia terribile: un maniaco ha piazzato tre bombe in punti diversi della città. Flash entra in azione per disinnescarle, e si trova davanti un misterioso personaggio in possesso di un'arma congelante, chiamato Capitan Gelo. Questi è stato assoldato dal boss Jimmy Swayne per eliminare la "concorrenza" malavitosa, ma anche gli esponenti della legge come Flash, il quale esce dallo scontro con un piede congelato.
Swayne, appresa la notizia che Flash non è morto, licenzia Capitan Gelo, ma è da questi ibernato con un incredibile stratagemma (un portafortuna innevato che si rivela una bomba). Frattanto, la giornalista Terri si finge ibernata dentro un magazzino per ottenere il suo scopo: un'intervista esclusiva a Flash. Questi, una volta arrivato, viene ammanettato da Terri; sopraggiunge però Capitan Gelo, che stordisce Flash e lo congela completamente. Aggredisce poi Terri, che però riesce a stordirlo con il flash della macchina fotografica e fugge. Frattanto Tina (che aveva inserito una spia delle funzioni vitali nel costume di Flash) raggiunge Barry e lo salva. Questi corre poi a casa di Terri, temendo una vendetta di Capitan Gelo, e arresta il criminale.
Gettato in carcere, Capitan Gelo riesce però ad evadere, congela un autobus pieno di passeggeri e sfida pubblicamente Flash. Questi si presenta, e con un abile stratagemma, deviando con uno specchio il raggio gelato di Capitan Gelo, congela a sua volta il supercriminale. Correndo poi a perdifiato intorno al bus, scongela il mezzo pubblico salvando i propri concittadini.
- Altri interpreti: Dick Miller (Fosnight), Biff Manard (Murphy), Mike Genovese (tenente Garfield), Vito D'Ambrosio (agente Bellows), Michael Champion (Capitan Gelo), Lisa Darr (Terri Kronenberg), Jeffrey Combs (Jimmy Swain).

## Il superuomo
- Titolo originale: Twin Streaks
- Diretto da: James A. Contner
- Scritto da: Stephen Hattman

### Trama
Un ricercatore della Intellagen Corporation ha un sogno: creare un supersoldato capace di resistere a qualsiasi ostacolo. Dopo vari insuccessi, ha un'intuizione: prendere un campione del DNA di Flash e usarlo per creare la sua arma.
Il risultato è un uomo uguale a Flash sia come aspetto che come poteri, ma la sua mente è come quella di un bambino di pochi anni: curiosa e desiderosa di scoprire il mondo che lo circonda. La creatura viene chiamata Polluce, come uno dei due Dioscuri. Polluce ha però una particolarità: la sua mente apprende cento volte meglio di un normale uomo. Un giorno però il clone, stufo di stare in laboratorio, scappa e vede il mondo che lo circonda: arriva in un parco-giochi, dove con la sua velocità crea una sorta di uragano che Flash placa prontamente. Lì Polluce conosce anche Tina e se ne innamora. Quando Tina decide di presentargli Flash sotto l'identità di Barry Allen, Polluce capisce da chi ha preso e dice di essere lui Barry. Tramortisce il suo "padre" e va a casa di Barry, dove scopre tutto sull'uomo il cui DNA è servito per farlo nascere.
Ripresosi dalla botta, Barry e Tina si recano a casa di Barry per cercare Polluce, ma del clone nessuna traccia. Tornano alla Intellagen, dove trovano Polluce che ha appena ucciso il ricercatore che lo ha fatto nascere. Flash tenta di convincere Polluce a seguirlo: i poteri di Polluce sono pericolosi e lui non sa come controllarli. Polluce rifiuta: crede che Flash lo voglia eliminare perché lo considera un mostro.
Vedendo che il ricercatore, con le poche forze che gli rimangono, sta per sparare a Flash, Polluce si sacrifica per salvare il "padre".
Moribondo, l'ultimo desiderio di Polluce è che Flash gli tolga la maschera.
"Volevo vedere me stesso un'ultima volta" sono le sue ultime parole prima di morire.
Flash è sbalordito e terrorizzato: ha appena visto morire sé stesso.
- Altri interpreti: Charley Lang (Whitcomb), Lenny Von Dohlen (Brassell)

## Immagini personali
- Titolo originale: Done with Mirrors
- Diretto da: Danny Bilson
- Scritto da: Howard Chaykin e John Francis Moore

### Trama
Una potentissima batteria è stata rubata dallo Star Labs californiano. Ne è in possesso Stasia Master, truffatrice provetta che nell'azione ha ingannato il suo stesso partner Sam Scudder (alias Mirror Master). Giunta a Central City in attesa dell'arrivo del compratore Fletcher, pensa bene di "appoggiarsi" ad un ex compagno di scuola: Barry Allen.
Nel frattempo, Sam ha inviato un suo scagnozzo sulle tracce di Stasia, e si presenta egli stesso in città: rubando un preziosissimo cristallo dallo Star Labs. Tina, già provata dalla presenza della madre (con cui ha sempre avuto un rapporto conflittuale), è sconvolta. A maggior ragione perché da un po' di tempo lei e Barry sembrano soffrire di allucinazioni: compaiono davanti a loro mimi, cow-boys, pompieri e perfino fiamme... Si tratta di un trucco di Sam, usato per mascherare le sue malefatte e sfuggire a Flash in un paio d'occasioni.
Barry intanto comincia a sentire puzza di bruciato intorno a Stasia e si insospettisce: ancor più quando la ragazza lo traveste da "dr. Zoom" e gli chiede di fingere di essere il creatore di Flash davanti a Sam. In realtà, Stasia vuol mettere le mani sul prezioso cristallo dello Star Labs, ma Sam fiuta la trappola. Prima di fuggire, trova un volantino della Galleria d'Arte Contemporanea organizzata dalla madre di Tina, e si convince che sia la copertura di Stasia. Intrappola così la donna insieme a Barry e si reca alla Stazione Centrale, dove sapeva di trovare Stasia col suo compratore (trova anche Tina, che preoccupata per la madre aveva aggredito Stasia e le aveva sottratto la pistola). L'arrivo di Flash (Barry si era prontamente liberato) sconvolge i piani di tutti: Sam viene abbattuto dopo un ennesimo gioco di specchi e il cristallo subito restituito a Tina, mentre Stasia e Fletcher vengono arrestati su un taxi di fronte alla Stazione. L'esperienza, se non altro, è servita a riavvicinare Tina e la madre.
- Altri interpreti: David Cassidy (Mirror Master), Signy Coleman (Stasia)

## Buona notte, Central City
- Titolo originale: Good Night, Central City
- Diretto da: Mario Azzopardi
- Scritto da: Jim Trombetta

### Trama
Un ladruncolo da strapazzo, Harry Milgrim, celebre per farsi sempre catturare dalla polizia, muore improvvisamente al momento dell'arresto. Ma il giorno dopo il suo cadavere è scomparso dall'obitorio. Siccome Barry era stato l'ultimo a visionarlo, viene messo sotto indagine dall'agente Farrell. In realtà, Harry è vivo e vegeto, ed ha architettato un diabolico piano con l'aiuto del cugino scienziato Roger: quest'ultimo ha scoperto una frequenza di onde audio capace di addormentare gli esseri viventi; sistema ideale per chiunque voglia compiere rapine e furti in perfetta tranquillità. Barry, che era stato compagno di Roger al liceo, li localizza e cerca di fermarli; ma Harry (che nel frattempo ha chiesto ad alcuni pezzi grossi del racket di unirsi a lui) spara a Roger e tramortisce Barry mettendogli in mano la sua pistola; sicché Farrell ha buon gioco nell'accusare Barry di complicità e omicidio. Mentre Harry e la sua banda progettano di addormentare l'intera città usando una centrale civile per diffondere le onde audio e darsi ad un folle saccheggio totale, Tina riesce ad elaborare un dispositivo auricolare in grado di impedire alle onde di penetrare l'organismo. Barry, prontamente evaso dal carcere dove era stato rinchiuso, interviene e sgomina l'intera banda; nel riportare il redivivo Harry al dipartimento, dimostra infine la propria innocenza a Farrell.
- Altri interpreti: Bill Mumy (Roger), Matt Landers (Harry)

## Alfa
- Titolo originale: Alpha
- Diretto da: Bruce Bilson
- Scritto da: Gail Morgan Hickman

### Trama
Una frangia del Pentagono, l'NSIA, sta lavorando ad un particolare prototipo di androide-guerriero dalle sembianze umane. Il primo modello, chiamato non a caso Alfa e dalle sembianze femminili, si rivela però inadatto: la sua capacità di decisione prende sempre il sopravvento nei momenti critici, e rifiuta di uccidere. Arriva perfino a scappare, e a presentarsi alla dott. Tina McGee (che indirettamente e senza saperlo aveva dato un piccolo contributo alla sua creazione). Così conosce anche Barry.
Nel frattempo gli uomini dell'NSIA le danno la caccia: la rintracciano nei pressi di un locale pubblico e la feriscono. Di fronte al liquido blu che cola dalla ferita, non può negare agli stupefatti Barry e Tina la sua identità di umanoide. Barry decide di affidarla a Fosnight, l'anziano borseggiatore da tempo suo confidente, il quale però ha l'imprudente idea di sfruttare le capacità sensorie di Alfa (la vista a raggi x in particolare) nelle partite a poker di alcuni amici "altolocati". All'Hotel Infantino vengono però sorpresi da un bruto: Omega, un nuovo prototipo più ubbidiente ed incaricato di riportare Alfa in laboratorio. Solo con l'aiuto di Flash la donna (perché così si ritiene Alfa, ormai) riesce a salvarsi. Tina scopre però che all'interno dell'organismo di Alfa c'è una "polizza assicurativa" del Pentagono: una bomba collocata nel suo cervello, azionabile tramite radiocomando.
Barry porta la donna con sé al commissariato, ma qui piombano gli agenti dell'NSIA che rivendicano legalmente la proprietà di Alfa senza che Barry e Garfield possano fare alcunché. Riportata al Quartier Generale, Alfa sta per essere trasformata in un nuovo Omega. Ma Barry e Tina decidono di aiutarla, riescono a penetrare il sorvegliatissimo recinto e a sottrarre Alfa ai suoi operatori. Inoltre Tina si infiltra nella banca-dati centrale e cancella tutti i file relativi al progetto degli umanoidi. A questo punto viene azionata la bomba di Alfa: Barry riesce però, con una corsa spettacolare, a portare Alfa talmente lontano da rendere nulla l'influenza del radiocomando. Alfa è così salva e può realizzare il suo sogno di una vita reale.
- Altri interpreti: Claire Stansfield (Alfa), Dick Miller (Fosnight), Laura Robinson (Col. Powers), Sven-Ole Thorsen (Omega)

## Lavaggio di cervello
- Titolo originale: The Trial of the Trickster
- Diretto da: Danny Bilson
- Scritto da: Howard Chaykin e John Francis Moore

### Trama
Trickster sta per essere processato a Central City. Nella prima fase dell'udienza, si trova a provocare Megan Lockhart e viene arrestato. In cella riceve una lettera da una certa Prank, che promette di farlo uscire di prigione. Durante il secondo processo, James Jesse, l'alter ego di Trickster, dice di essere "posseduto dai demoni" e cerca di farsi consolare, nonostante i sospetti di Barry Allen; proprio in quel momento una finta stenografa fa uscire da sotto la sua scrivania un peluche pieno di gas esilarante, che manda in tilt il tribunale. La ragazza ne approfitta per aiutare Jesse a fuggire, e poi lo accompagna al negozio di giocattoli "Clarx Toys". La ragazza rivela a Jesse/Trickster di essere Zoey Clark, proprietaria del negozio, e poi si leva di dosso il tailleur rimanendo con il costume di Prank; sotto quest'ultima identità, si autoproclama complice di Trickster, che così porta di nuovo avanti i suoi piani. Dopo aver sabotato una stazione televisiva, i due rapiscono Flash e gli lavano il cervello, facendolo passare dalla loro parte. Prank viene esclusa dai "giochi" di Flash e Trickster, che danneggiano la città con scherzi diabolici. Tina McGee e Megan Lockhart vanno alla ricerca di Flash, e provano inizialmente ad indagare nel negozio di Zoey/Prank; nonostante quest'ultima fugga prima di loro, le due riescono comunque a salvare Flash e a riportarlo alla normalità, proprio mentre è in procinto di uccidere i giudici di Central City. Trickster fugge con un camion rubato da Prank e poi la spinge fuori, facendola involontariamente arrestare. Durante la fuga viene intercettato da Flash, che fa esplodere il camion e riesce a catturare Trickster, che così viene chiuso nel manicomio di Central City. L'episodio si conclude con la riconciliazione di Barry con Megan e Tina. Ormai Flash non è più una leggenda metropolitana.
- Altri interpreti: Mark Hamill (James Jesse/Trickster), Joyce Hyser (Megan Lockhart), Corinne Bohrer (Zoey Clark/Prank)